# Nikita Nagornyj
Nikita Vladimirovitj Nagornyj (russisk: Никита Владимирович Нагорный tr. Nikita Vladimirovitj Nagornyj ; født 12. februar 1997 i Rostov ved Don, Rostov oblast, Rusland) er en russisk  gymnast. 
Han repræsenterede Rusland under Sommer-OL 2016 i Rio de Janeiro, hvor han vandt sølv i holdkonkurrencen.
Under Sommer-OL 2020 i Tokyo som blev arrangert i 2021, vandt han guld i holdkonkurrencen, samt bronze i mangekamp og reck.